# 지량주
지량주(중국어: 紀亮竹, 병음: Jì Liàngzhú, 한자음: 기량죽, 2001년 5월 22일 ~ )는 중화민국의 배우이다. 드라마 《가화만사흥》에서 35세지만 10세의 몸을 지닌 여성인 장샤오차오 역으로 잘 알려져 있다.